# 川崎成美
川崎 成美（かわさき なるみ、1997年〈平成9年〉11月27日 - ）は、タレント。アイドルグループ「CHEReB」の元プロデューサー。秋元康プロデュースSKE48の元7期研究生。その後名古屋市が拠点のご当地アイドル『dela』（5期生）にも在籍していた。また東海選抜アイドル『7☆3』も兼務していた。元StarWindowsMusic所属。
椙山女学園大学 国際コミュニケーション学部表現文化学科を卒業。愛知県名古屋市出身、身長151cm、血液型B型。愛称は「なるちん」。

## 概要
1997年、愛知県名古屋市生まれ。AKSに所属し、SKE48にて活躍。SKE48を卒業後、SAKAE GO ROUND 美少女コンテスト2017に応募。見事『モデル部門賞』に受賞した。
その後、名古屋美少女ファクトリーに所属して、名古屋のアイドル『dela』のメンバーに加入。グループでのイメージカラーはピンク。
東海選抜アイドル『7☆3』に兼務して活躍。
退所後、歌手、タレント、ラジオパーソナリティ、YouTuberなどマルチな才能を発揮している。
現事務所に移籍後、現在はアイドルグループ「CHEReB」のプロデューサーとしても活躍中。
2021年秋、椙山女学園大学 国際コミュニケーション学部を卒業した。

## 人物
- キャッチフレーズは、「かわさきー（なるちーん！）あなたもメロメロに（なるちーん！）チャームポイントは動く耳、なるちんこと川崎成美です」[2]
- 中学時代からSKE48ファンだった「握手会常連のファン出身アイドル」。木﨑ゆりあや東李苑のファンで、握手会で東と対面した際にオーディションを受けることを決意したという[4]。
- SKE48時代の支配人評は「努力家であり、ファンの視点を活かして物事を見ることができるのは活動をしていく上での強みになると思います」。
- 趣味は、写真を撮ること、アイドル鑑賞、英語。スポーツ、一眼レフ。人間観察をよくしている。dela加入後は「気になるちん」というフレーズをよく使う。
- 特技は、手を使わずに耳を動かせること。テニス、記憶力が良い、卵焼きが綺麗に作れる。幼少期にピアノを習っており、少し弾ける。高校ではソフトテニス部に入っていたが、SKE48加入後に引退している。英語、韓国語を得意とする。
- これだけは誰にも負けないことは、「守備範囲の広さ。どんな話を振られてもついていけます！（趣味が多いので）握手会では私から話題を作ります」。自分の弱点や苦手なものは、「細かい作業が苦手です」
- 自分の性格を一言で表すと、「熱い！くだらないことでも全力になれます。何かにハマるととことんハマってしまう」。本人曰く褒められて伸びるタイプ。
- 後藤楽々から見た川崎は「しっかり者だけど甘えん坊な所もあって、何事にも一生懸命！！変顔ができてない！あとお腹が引き締まってる！」
- 好きな食べ物は、桃、ネギトロ。キャラメルポップコーン。苦手な食べ物はトマト、ただし加工品は食べられる。好きな動物は、レッサーパンダ。好きな色は、白、ピンク、水色。好きな言葉は、「If you can dream it, you can do it.」。早見紗英とは中学校の同期で、仲良し。
- 色素が薄いため、元来、眼と髪の毛が茶色い。

## 経歴
2016年
- 3月1日 - 愛知県立松蔭高等学校を卒業[5]
- 11月26日 - 研究生公演においてSKE48としての活動を辞退（卒業）することを発表する[6]。
- 12月27日 - SKE48劇場において、卒業公演が行われる[3]。

2017年
- 1月8日 - SKE48としての活動を終了[7]。

2020年
- 11月8日 - delaの公式ツイッターにて、同年12月30日に開催される単独ライブをもって卒業することが発表される[8]

- 12月30日 - 所属事務所を退所。

2022年
- StarWindowsMusicへ移籍
- 5月22日 - アイドルグループ「CHEReB」のプロデューサーに就任。

2023年
- 5月20日 - 度重なる契約違反行為により「CHEReB」のプロデューサーから解任され、同時にStarWindowsMusicとの専属契約を解除される[9]。

## 出演
テレビ
- 新shock感（テレビ東京）[10]

雑誌
- ヤングチャンピオン（巻頭）[11]

ライブ

## 単発
テレビ
- 情報スタジアム4時キャッチ！（サンテレビ）
- 今人気の快適ホテル！ レポーター（CBCテレビ）
- 全力坂（テレビ朝日）
- ゴゴスマ レポーター（CBCテレビ）
- PUSH! レポーター（中京テレビ）
- はちまるまる レポーター（テレビ愛知）
- イチオシ！ レポーター（北海道テレビ）
- たこるの耳より情報（テレビ大阪）
- ナイトマガジン レポーター（テレビ熊本）
- One Switch Cafe レポーター（東北放送）
- 新shock感（テレビ東京）[10]
- 生×カラ！TV（サンテレビ）

ラジオ
- CBCアイドルベストテン！(CBCラジオ）
- 北野誠のズバリ！(CBCラジオ）
- ナガオカ×スクランブル(CBCラジオ）
- 今夜はさえなる推し！(CBCラジオ）
- NEXT JAM(FM愛知）
- IMAREAL(FM北海道）
- IK-mix FOOO NIGHT ピンソバ(静岡エフエム放送）
- Iオトナビゲーション(RKB毎日放送）
- ISHUNの音楽はただ言葉を伝う為に(FM福岡）
- IミッドナイトIQ（アイドルクエスト）(FM大阪）
- 渡辺美香のWhat a Wonderful World（CBCラジオ）

雑誌
- ヤングチャンピオン（巻頭）[11]

ライブ
- 「NarumiKawasaki24thBirthdayParty」

## 作品

### SKE48での参加曲

#### シングル選抜曲
SKE48名義
- 「金の愛、銀の愛」に収録
  - いい人いい人詐欺 - 「やんちゃな天使とやさしい悪魔」名義